# Torri Montanare
Le Torri Montanare sono site a Lanciano in provincia di Chieti.

## Storia

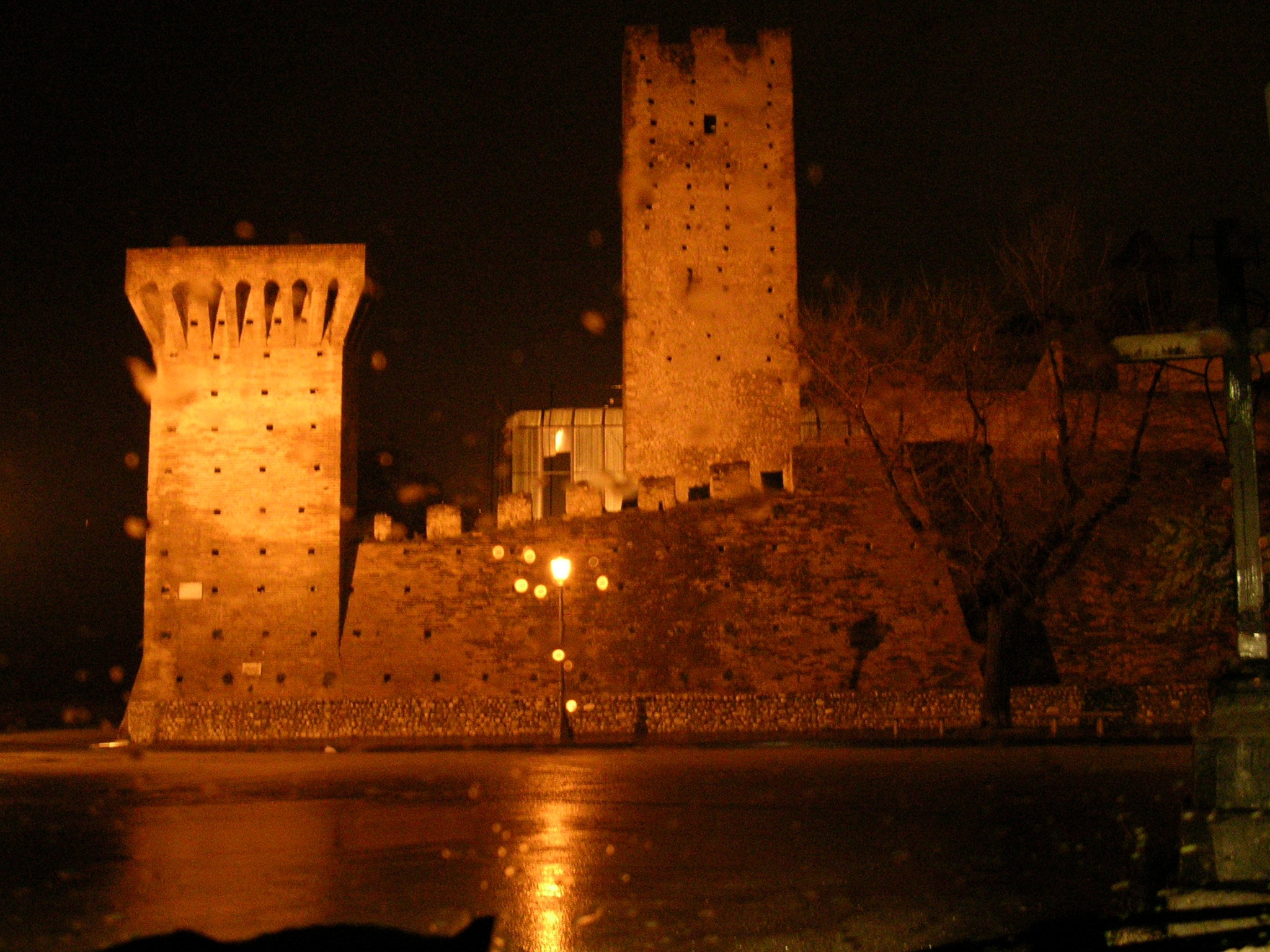
La Torri in nottuna

Furono erette nel XI secolo e sono così chiamate poiché difendevano la città dal lato montano, e furono in passato furono utilizzate come carcere, 
Nei secoli sono state modificate, in particolar modo negli anni 1630, durante il regno di Alfonso I d'Aragona, quando vennero ristrutturate la cinta muraria a sud e il torrione. Le torri erano provviste inoltre di due porte, dette di Santa Maria Nuova e di Santa Chiara, ambedue demolite nei primi anni del XIX secolo.

## Descrizione
Il lato di via Silvio Spaventa è costituito da mura in muratura con scarpa. La torre interna è a pianta rettangolare con tre dei quattro lati chiusi, mentre il quarto è rivolto verso l'interno. Nell'angolo nord-ovest è sita la torre più bassa che risale al XV secolo. Questa seconda torre è coronata da un apparato sporgente con beccatelli. I muraglioni sono interrotti da aggetti e sono caratterizzati da varie fasi costruttive come provano diverse tecniche, inserite verosimilmente per rinforzare le strutture pericolanti. La torre più alta, inoltre, presenta merlatura e consta di vari ponti in legno interni uniti mediante scale, che servivano ad arrivare alle feritoie dei vari piani.